# شرلوک هولمز با مرگ روبه‌رو می‌شود
شرلوک هولمز با مرگ روبه‌رو می‌شود (به انگلیسی: Sherlock Holmes Faces Death) نام ششمین فیلم از مجموعه فیلم‌های شرلوک هولمز با بازی نیگل بروس و بسیل واتبورن است. این فیلم اقتباسی است از داستان «ماجرای تشریفات ماسگریو» نوشته سر آرتور کانن دویل. شرلوک هولمز با مرگ رویه‌رو می‌شود، در سال ۱۹۴۳ توسط روی ویلیام نیل در ژانر جنایی-کاراگاهی کارگردانی شد.

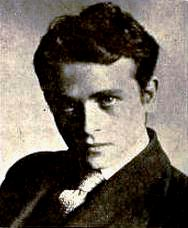
برترام میلاوسر، نویسنده فیلمنامه